# Nils Rydström
Nils Rydström   (Estocolm, 15 de setembre de 1921 - Estocolm, 20 de setembre de 2018) va ser un tirador d'esgrima suec, especialista en espasa i floret, que va competir durant les dècades de 1940 i 1950.
Durant la seva carrera esportiva va prendre part en dues edicions dels Jocs Olímpics d'Estiu, el 1948 i 1952. En totes les proves que disputà quedà eliminat en sèries. Els seus majors èxits els aconseguí al Campionat del món d'esgrima, on guanyà dues medalles, una de plata i una de bronze, entre les edicions de 1950 i 1954.